# A Day with Eyes Set to Kill
"A Day with Eyes Set to Kill" – DVD grupy Eyes Set to Kill wydane w 2007 roku i wyprodukowane przez Larry'ego Elyea. Zawiera wywiady z członkami zespołu, występy na żywo i cztery teledyski.

## Teledyski
1. „Liar in the Glass”
2. „Beauty Through Broken Glass”
3. „This Love you Breathe”
4. „Darling”

## DVD
1. „Intro” – 1:57
2. „This Love You Breathe” – 4:40
3. „Liar in the Glass” – 4:00
4. „Darling” – 4:17
5. „Interlude” – 2:38
6. „Young Blood Spills Tonight” – 4:20
7. „Bitter Pill” – 4:58
8. „Beauty Through Broken Glass” – 2:34
9. „Pure White Lace” – 4:47